# Olalla Rodil
Olalla Rodil Fernández (Ribeira de Piquín, 21 de septiembre de 1989) es una periodista y política gallega del BNG.

## Trayectoria
Licenciada en Publicidad y Relaciones Públicas en la Facultad de Comunicación de Pontevedra, por la Universidad de Vigo, tiene un maestrado de Estudios Internacionales. Es redactora de Sermos Galiza y milita en Galiza Nova. Fue cabeza de lista de la provincia de Lugo por el BNG en las elecciones al Parlamento de Galicia de 2016, siendo elegida diputada del Parlamento de Galicia. En las elecciones de 2020 revalidó su acta de diputada.